# أنتوني درميك
أنتوني درميك  (بالإنجليزية: Anthony Drmic)‏ مواليد 25 فبراير 1992، هو لاعب كرة سلة أسترالي ويحمل الرقم 3. يبلغ طوله 6 قدم 6 بوصة (2.0 م).

## روابط خارجية
- أنتوني درميك على موقع الاتحاد الدولي لكرة السلة (الإنجليزية)
- أنتوني درميك على موقع كرة السلة الأوروبية.كوم (الإنجليزية)
- أنتوني درميك على موقع كلية كرة السلة في سبورتس رفرنس.كوم (الإنجليزية)
- أنتوني درميك على موقع ريلجم (الإنجليزية)
- أنتوني درميك على موقع بروبوليرز (الإنجليزية)
- أنتوني درميك على موقع سبورتس رفرنس (الإنجليزية)